# ヴィタリー・ビアンキ
ヴィタリー・ヴァレンチーノヴィチ・ビアンキ（ロシア語:Виталий Валентинович Бианки ヴィターリイ・ヴァレンチーナヴィチ・ビアーンキ, ラテン文字転写の例:Vitalii Valentinovich Bianki、1894年2月11日 - 1959年6月10日）は、ロシアの小説家（児童文学作家）。動物文学で世界的に知られる。表記はヴィタリ、ビタリ、ビタリーとも。

## 概要
ロシア帝国時代のサンクトペテルブルクに生まれた。父親は鳥類学者でヴィタリー本人もはじめ鳥類学を学んだ。イタリア系で（曽祖父の代にロシアへ移住）、姓のビアンキ（Бианки）も、イタリア姓であるビアンキ (Bianchi) に由来する。
1923年に「森の小さな家」でデビュー。児童文学者のチュコフスキーやマルシャークと交友があった。作品に「子ねずみのピーク」「森の新聞」などがある。これらはロシアの野山を舞台にした動物文学であり、同じジャンルで活躍したことから、ビアンキはしばしばアメリカのシートンと並び称され、著書は200冊を超える。ビアンキの作品は、日本では戦後（主に理論社によって）数十冊が紹介された。

## 主要な邦訳作品リスト

### 全集
- 「ビアンキ動物記」全7巻（樹下節, タカクラ・タロー訳、理論社） 1968年

1. 『みなし子のムルズク』
2. 『孤独な森の巨人』
3. 『オオカミおじさん』
4. 『森の新聞 春と夏』
5. 『森の新聞 秋と冬』
6. 『水の新聞 春と夏』
7. 『水の新聞 秋と冬』

- 「ビアンキのこども動物記」全7巻（内田莉莎子, 飯田規和ほか訳、牧野四子吉え、理論社） 1968年 - 1969年

1. 『もりのなかまたち』
2. 『赤えりさん』
3. 『こねずみのぴいくん』
4. 『ちびっこりょうし』
5. 『赤いおかのチック』
6. 『おはなしをいっぱい』
7. 『さむさむおじいさん』

- 「ビアンキ動物記」全22巻（樹下節, タカクラ・タロー訳、理論社） 1981年 - 1982年

1. 『こねずみのぴいくん』
2. 『くちばしくらべ』
3. 『かしこいぎんぎつね』
4. 『ちびっこりょうし』
5. 『もりのなかまたち』
6. 『ひばりのおしらせ』
7. 『しじゅうからのカレンダー』
8. 『オオヤマネコ物語』
9. 『密林のクロテン』
10. 『ガンのぼうけん』
11. 『森の巨人ヘラジカ』
12. 『大草原の野鳥たち』
13. 『オオカミおじさん』
14. 『物知りウサギ』
15. 『なぎさのカモメ』
16. 『ガンの知恵』
17. 『森の新聞 春』
18. 『森の新聞 春から夏へ』
19. 『森の新聞 夏』
20. 『森の新聞 秋』
21. 『森の新聞 秋から冬へ』
22. 『森の新聞 冬』

### 単発
- 『子ねずみのピーク』（網野菊訳、岩波少年文庫） 1954年、のち改題『子ネズミのピーク』 1994年
- 『森の動物記』（中沢美彦訳、角川文庫） 1975年

ほか多数。
現在、入手が容易なものとして以下が挙げられる。
- 『きつねとねずみ』（内田莉莎子訳、山田三郎絵、福音館書店） 1967年　ISBN 978-4834000962
  - 『きつねとねずみ』（田中潔訳、ユーリー・ヴァスネツォーフ絵、ネット武蔵野） 2007年　ISBN 978-4944237821
- 『初めての狩』（片山ふえ訳、ヴェーラ フレーブニコワ, ピョートル・ミトゥーリチ絵、未知谷） 2004年　ISBN 978-4896421170
- 『くちばし どれが一番りっぱ?』（田中友子訳、薮内正幸絵、福音館書店） 2006年　ISBN 978-4834021882
- 『どうぐはなくても』（田中友子文、N・チャルーシナ絵、福音館書店） 2007年　ISBN 978-4834022629
- 『ビアンキの動物ものがたり』（内田莉莎子訳、いたやさとし絵、日本標準） 2007年　ISBN 978-4820802914